# Борго Кавалијера (Равена)
Борго Кавалијера је насеље у Италији у округу Равена, региону Емилија-Ромања.
Према процени из 2011. у насељу је живело 53 становника. Насеље се налази на надморској висини од 35 м.